# Federico Carlo di Schwarzburg-Rudolstadt
Federico Carlo di Schwarzburg-Rudolstadt (Rudolstadt, 7 giugno 1736 – Rudolstadt, 13 aprile 1793) fu un collezionista tedesco di storia naturale, e dal 1790 fino alla sua morte il principe regnante di Schwarzburg-Rudolstadt.

## Vita
Era figlio del principe Luigi Günther II di Schwarzburg-Rudolstadt e di sua moglie, la contessa Sofia Enrichetta di Reuss di Untergreiz (1711–1771). 
Sin da bambino, iniziò la sua collezione di elementi di storia naturale, poi passata al Museo di storia naturale di Rudolstadt. Nel 1757, creo la "Principesca collezione di storia naturale" nel castello di Ludwigsburg a Rudolstadt. La collezione fu poi ampliata, e nel XIX secolo, occupando sette sale del castello. Uno dei primi supervisori della collezione fu Christoph Ludwig Kämmerer. Nel 1919, la collezione venne trasferita nel castello di Heidecksburg.
Corrispose con Johann Heinrich Merck, a cui lasciò alcune ossa di rinoceronte e di altri pezzi della sua collezione per la ricerca. Fu in corrispondenza anche con Johann August Ephraim Goeze (1731–1793), con il medico Friedrich Martini, con il vicario Johann Samuel Schröter (1735–1808) e con Johann Ernst Immanuel Walch (1725–1778). Aveva rapporti personali e scientifici con i suoi corrispondenti e conservò i loro scritti nella biblioteca del suo gabinetto.  Alcuni di questi scritti gli erano stati dedicati, come il terzo volume del testo di concologia di Martini, pubblicato nel 1777 ("a sua altezza principesca, il principe della corona Federico Carlo di Schwarzburg-Rudolstadt, dedicato dal suo umile suddito, l'autore"). La seconda edizione della  Naturalis dispositio echinodermatum di Jacob Theodor Klein, curata e riveduta da Nathanael Gottfried Leske, era anch'essa dedicata a lui.
Nel 1792, Federico Carlo costruì un teatro a Rudolstadt che fu inaugurato qualche settimana dopo la sua morte. Johann Wolfgang von Goethe fu il suo direttore dal 1793 al 1803. In seguito si trasformò nel Thüringische Landestheater Rudolstadt.
Il principe fu colpito da un ictus nel 1792 e morì il 13 aprile 1793, dopo aver regnato due anni e mezzo.

## Matrimonio e figli

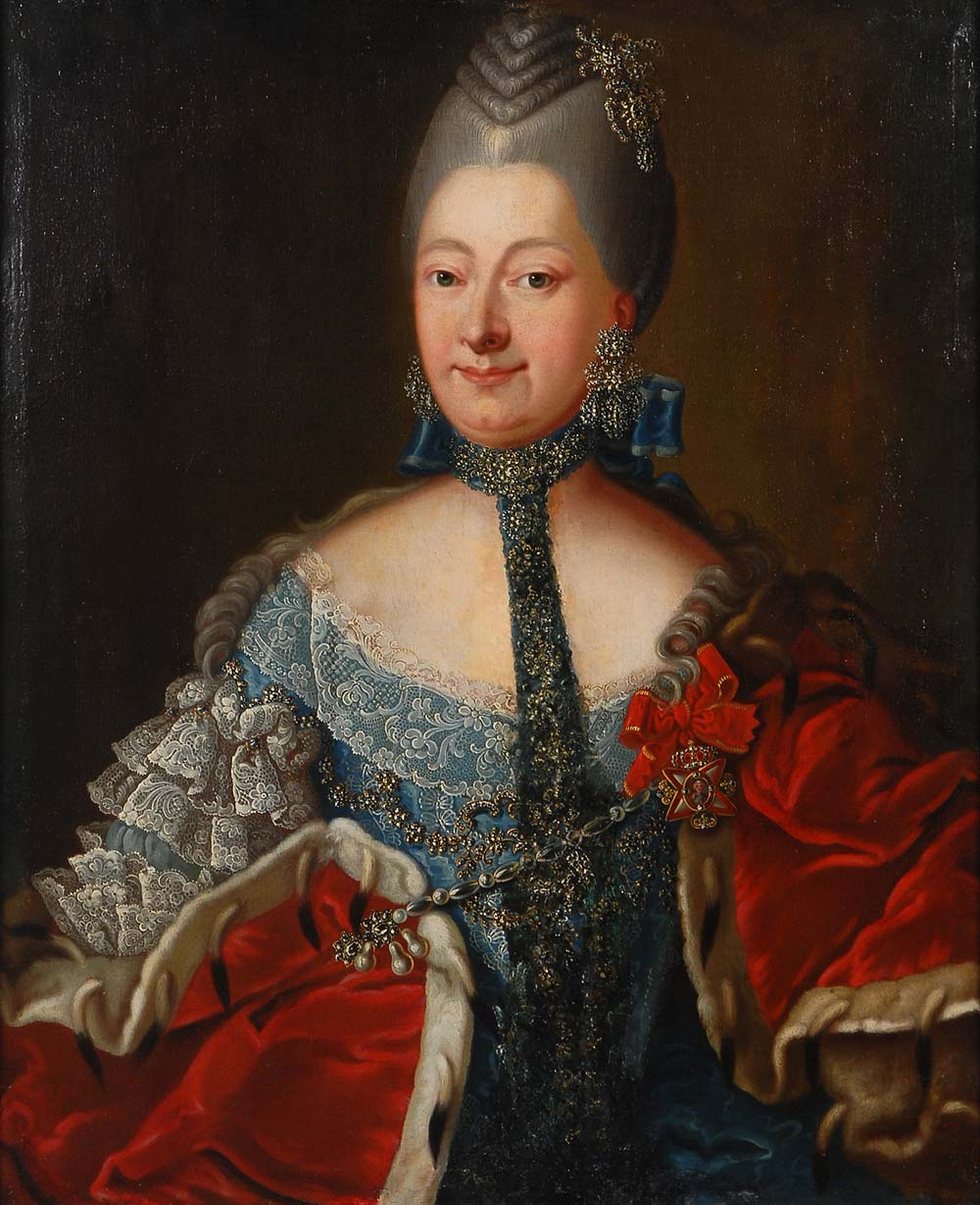
Federica Sofia Augusta di Schwarzburg-Rudolstadt, prima moglie di Federico Carlo

Nel 1763 sposò la sua prima moglie, la principessa Federica Sofia Augusta di Schwarzburg-Rudolstadt (1745–1778). Ebbero sei figli:
- Federica (1765–1767)
- Luigi Federico II (1767–1807), principe di Schwarzburg-Rudolstadt
- Enrichetta (1770–1783)
- Carlo Günther (1771–1825), sposò Luisa Ulrica d'Assia-Homburg, figlia del langravio Federico V
- Carolina (1774–1854),[5] sposò il principe Günther Federico Carlo I di Schwarzburg-Sondershausen
- Luisa (1775–1808), sposò il langravio Ernesto Costantino d'Assia-Philippsthal

Nel 1780 sposò in seconde nozze la principessa Luisa Federica Augusta di Sassonia-Gotha-Altenburg (1752–1805), figlia del principe Giovanni Augusto di Sassonia-Gotha-Altenburg. Da questo matrimonio non nacquero figli.

## Ascendenza
|                                            |                               |                                           | Genitori                                     |  |  | Nonni |  |  | Bisnonni                                  |  |  | Trisnonni                               |  |
|                                            |                               |                                           |                                              |  |  |       |  |  | Alberto Antonio di Schwarzburg-Rudolstadt |  |  | Luigi Günther di Schwarzburg-Rudolstadt |  |
|                                            |                               |                                           |                                              |  |  |       |  |  | Alberto Antonio di Schwarzburg-Rudolstadt |  |  | Luigi Günther di Schwarzburg-Rudolstadt |  |
|                                            |                               | Emilia di Oldenburg                       |                                              |  |  |       |  |  | Alberto Antonio di Schwarzburg-Rudolstadt |  |  |                                         |  |
| Luigi Federico I di Schwarzburg-Rudolstadt |                               |                                           |                                              |  |  |       |  |  | Alberto Antonio di Schwarzburg-Rudolstadt |  |  |                                         |  |
|                                            |                               | Emilia Giuliana di Barby-Muehlingen       | Alberto Federico di Barby-Mühlingen          |  |  |       |  |  |                                           |  |  |                                         |  |
|                                            |                               | Emilia Giuliana di Barby-Muehlingen       | Alberto Federico di Barby-Mühlingen          |  |  |       |  |  |                                           |  |  |                                         |  |
|                                            |                               | Emilia Giuliana di Barby-Muehlingen       | Ursula di Oldenburg-Delmenhorst              |  |  |       |  |  |                                           |  |  |                                         |  |
| Luigi Günther II di Schwarzburg-Rudolstadt |                               | Emilia Giuliana di Barby-Muehlingen       |                                              |  |  |       |  |  |                                           |  |  |                                         |  |
|                                            |                               | Federico I di Sassonia-Gotha-Altenburg    | Ernesto I di Sassonia-Gotha-Altenburg        |  |  |       |  |  |                                           |  |  |                                         |  |
|                                            |                               | Federico I di Sassonia-Gotha-Altenburg    | Ernesto I di Sassonia-Gotha-Altenburg        |  |  |       |  |  |                                           |  |  |                                         |  |
|                                            |                               | Federico I di Sassonia-Gotha-Altenburg    | Elisabetta Sofia di Sassonia-Altenburg       |  |  |       |  |  |                                           |  |  |                                         |  |
| Anna Sofia di Sassonia-Gotha-Altenburg     |                               | Federico I di Sassonia-Gotha-Altenburg    |                                              |  |  |       |  |  |                                           |  |  |                                         |  |
|                                            |                               | Maddalena Sibilla di Sassonia-Weissenfels | Augusto di Sassonia-Weissenfels              |  |  |       |  |  |                                           |  |  |                                         |  |
|                                            |                               | Maddalena Sibilla di Sassonia-Weissenfels | Augusto di Sassonia-Weissenfels              |  |  |       |  |  |                                           |  |  |                                         |  |
|                                            |                               | Maddalena Sibilla di Sassonia-Weissenfels | Anna Maria di Mecleburgo-Schwerin            |  |  |       |  |  |                                           |  |  |                                         |  |
| Federico Carlo di Schwarzburg-Rudolstadt   |                               | Maddalena Sibilla di Sassonia-Weissenfels |                                              |  |  |       |  |  |                                           |  |  |                                         |  |
|                                            | Enrico IV di Reuss-Untergreiz | Enrico V di Reuss-Untergreiz              |                                              |  |  |       |  |  |                                           |  |  |                                         |  |
|                                            | Enrico IV di Reuss-Untergreiz | Enrico V di Reuss-Untergreiz              |                                              |  |  |       |  |  |                                           |  |  |                                         |  |
|                                            | Enrico IV di Reuss-Untergreiz | Anna Maria van Salm-Neuweiler             |                                              |  |  |       |  |  |                                           |  |  |                                         |  |
| Enrico XIII di Reuss-Untergreiz            | Enrico IV di Reuss-Untergreiz |                                           |                                              |  |  |       |  |  |                                           |  |  |                                         |  |
|                                            |                               | Anna Dorothea Roupovska van Roupov        | Willem Roupovsky Vrijheer van Roupov         |  |  |       |  |  |                                           |  |  |                                         |  |
|                                            |                               | Anna Dorothea Roupovska van Roupov        | Willem Roupovsky Vrijheer van Roupov         |  |  |       |  |  |                                           |  |  |                                         |  |
|                                            |                               | Anna Dorothea Roupovska van Roupov        | Anna Catharina Roupovska van Roupov          |  |  |       |  |  |                                           |  |  |                                         |  |
| Sofia Enrichetta di Reuss-Untergreiz       |                               | Anna Dorothea Roupovska van Roupov        |                                              |  |  |       |  |  |                                           |  |  |                                         |  |
|                                            |                               | Ernesto di Stolberg-Wernigerode           | Enrico Ernesto di Stolberg-Wernigerode       |  |  |       |  |  |                                           |  |  |                                         |  |
|                                            |                               | Ernesto di Stolberg-Wernigerode           | Enrico Ernesto di Stolberg-Wernigerode       |  |  |       |  |  |                                           |  |  |                                         |  |
|                                            |                               | Ernesto di Stolberg-Wernigerode           | Anna Elisabetta di Stolberg-Ortenberg        |  |  |       |  |  |                                           |  |  |                                         |  |
| Sofia Elisabetta di Stolberg-Wernigerode   |                               | Ernesto di Stolberg-Wernigerode           |                                              |  |  |       |  |  |                                           |  |  |                                         |  |
|                                            |                               | Sofia Dorotea di Schwarzburg-Arnstadt     | Cristiano Günther II di Schwarzburg-Arnstadt |  |  |       |  |  |                                           |  |  |                                         |  |
|                                            |                               | Sofia Dorotea di Schwarzburg-Arnstadt     | Cristiano Günther II di Schwarzburg-Arnstadt |  |  |       |  |  |                                           |  |  |                                         |  |
|                                            |                               | Sofia Dorotea di Schwarzburg-Arnstadt     | Sfoia Dorotea Morimont van Mörsberg          |  |  |       |  |  |                                           |  |  |                                         |  |
|                                            |                               | Sofia Dorotea di Schwarzburg-Arnstadt     |                                              |  |  |       |  |  |                                           |  |  |                                         |  |